# Ilan Sztulman
Ilan Sztulman es un diplomático israelí, embajador en Argentina entre 2016 y 2019.

## Biografía
Nació en São Paulo en 1957 y emigró a Israel en 1975, a los 18 años de edad. Está casado y tiene tres hijos.
Estudió Relaciones Internacionales en la Universidad Hebrea de Jerusalén y Humanidades y Ciencias Sociales en la Universidad de Tel Aviv, donde también obtuvo una maestría en Ciencia Política, Diplomacia y Seguridad. Entre 1990 y 2001 se desempeñó en una empresa privada.
Entre 2001 y 2008 se desempeñó como subdirector del Departamento de Información e Internet de la División de Comunicación del Ministerio de Relaciones Exteriores de Israel. Entre 2008 y 2010 fue director Adjunto del Departamento de Diplomacia Pública del mismo ministerio. Luego se desempeñó como cónsul general en São Paulo entre 2010 y 2013. Ese año fue nombrado como Jefe de Diplomacia Pública de la Embajada de Israel en Estados Unidos, cargo desempeñado hasta julio de 2016, cuando fue nombrado Embajador en Buenos Aires.
En agosto de 2019, Sztulman fue sucedido como Embajador de Israel en la Argentina por la diplomática Galit Ronen.